# Томпсон, Джек (актёр)
Джек Хэдли Пэйн (англ. John Hadley Pain), более известный как Джек Томпсон (англ. Jack Thompson, род. 31 августа 1940 года, Сидней) — австралийский актёр и одна из ключевых фигур австралийского кино.

## Биография
Джек Хэдли Пэйн родился в Мэнли, пригороде Сиднея, Томпсону было 4 года, когда его мать умерла, оставив его отца, торгового моряка, неспособного заботиться о нём и его брате, Дэвиде. Он был отправлен в детский дом своей тётей, а затем был усыновлён Джоном и Пэт Томпсонами и поменял свою фамилию. Кинокритик Питер Томпсон — его приёмный брат. Томпсон учился в Сиднейской мужской средней школе. Он бросил школу в 14 лет и стал рабочим на овцеводческой ферме в Северной территории, а также работал в Новом Южном Уэльсе.

## Карьера
После работы в сельскохозяйственной лаборатории, Томпсон вступил в армию в 1960 году, чтобы он мог получить научную степень. Он поступил в Квинслендский университет и перевёлся на степень искусств, выступая в театрах Брисбена.
Его карьера на телевидении началась с мыльной оперы Motel в 1968 и появлялся как гость в сериалах Homicide и Matlock Police. Он получил главную роль в сериале Spyforce (1971—1972). В конце концов он перешёл на главные роли в полнометражных фильмах и получил наибольшую известность ролью в фильме Объездчик Морант.
Томпсон стал первым обнажённым мужчиной на развороте журнала Cleo в 1972 году. Он также в появлялся в телевизионных рекламных роликах, в том числе в качестве лица Банка Мельбруна в течение 10 лет и безалкогольного виски Claytons. Томпсон фигурирует в серии записей австралийской поэзии, декламируя стихотворения Генри Лоусона, Банджо Патерсона, Си-Джей Денниса, Патрика Джозеф Хартигана (более известный как Джон О’Брайан) и Джона О’Гради. В интервью газете The Sydney Morning Herald он объясняет свою любовь к поэзии, отмечая, что: «Поэзия иногда рассматривается как слишком художественная и, возможно, не подходит для мужчин».

## Личная жизнь
Томпсон женился на Беверли Хакетт в 1965 и за 5 лет брака у них родился сын Патрик Томпсон. Затем он вступил в 15-летние полиаморные отношения в 1970-х и 1980-х годах с Леоной Кинг и её сестрой Банки. Он остался с Леоной после рождения своего второго сына, Билли.
Томпсон был показан в первом эпизоде австралийской версии программы Родословная семьи, который был показан 13 января 2008 года на телеканале SBS, где Томпсон узнал, что его прадедом был капитан Томас Пэйн, а его прапрадедом был Альфред Ли, выдающаяся личность в Сиднейском обществе, который пожертвовал дневник Джозефа Бэнкса, от навигации капитана Джеймса Кука в Австралию в 1770-х годах, в Библиотеку Митчелла в Сиднее. Томпсон владел отелем Gearin в Катумбе, Голубые горы. Он продал отель в июне 2011 года.

## Фильмография
- 1969 — Personnel, or People?
- 1971 — Опасное пробуждение / Wake in Fright — Дик
- 1973 — Либидо / Libido — Кен
- 1974 — Marijuana: Possession and the Law
- 1974 — Петерсен / Petersen — Тони Петерсен
- 1975 — Воскресенье слишком далеко / Sunday Too Far Away — Фоли
- 1975 — Скоби Малоун / Scobie Malone — Скоби Малоун
- 1975 — That Lady from Peking — Flunky
- 1976 — Кэдди / Caddie — Тэд
- 1976 — Бешеный пёс Морган / Mad Dog Morgan — детектив Мэнуоринг
- 1976 — Jeremy and Teapot — рассказчик
- 1978 — Песнь Джимми Блэксмита / The Chant of Jimmie Blacksmith — Преподобный Невилл
- 1979 — Журналист / The Journalist — Саймон Моррис
- 1980 — Объездчик Морант / Breaker Morant — майор Томас
- 1980 — Землялнин / The Earthling — Росс Дэйли
- 1980 — Клуб / The Club — Лори Холден
- 1982 — Мужчина с заснеженной реки / The Man from Snowy River — Клэнси
- 1982 — Дурная кровь / Bad Blood — Стэн Грэхэм
- 1983 — It’s a Living — пассажир
- 1983 — Счастливого Рождества, мистер Лоуренс / Merry Christmas Mr. Lawrence — полковник ВВС Хиксли
- 1985 — Плоть и кровь / Flesh+Blood — Хоквуд
- 1985 — Опасное путешествие / Burke & Wills — Берк
- 1986 — Короткое замыкание / Short Circuit — гость на презентации роботов
- 1987 — Цена справедливости / The Price of Justice — Эндрю Дюбос
- 1987 — Уровень ноль / Ground Zero — Требилкок
- 1992 — Черепаший берег / Turtle Beach — Ральф
- 1992 — Ветер / Wind — Джек Невилл
- 1993 — В плену песков / A Far Off Place — Джон Рикеттс
- 1993 — Рубин Каира / Ruby Cairo — Эд
- 1994 — Чего мы стоим в жизни / The Sum Of Us — Гарри Митчелл
- 1994 — Resistance — мистер Уилсон
- 1995 — Полет Альбатроса / Der Flug des Albatros — Майк
- 1996 — Сломанная стрела / Broken Arrow — председатель
- 1996 — Последний танец / Last Dance — губернатор
- 1997 — Лишний багаж / Excess Baggage — Александр Хоуп
- 1997 — Танцы у маяка / Under the Lighthouse Dancing — Гарри
- 1997 — Полночь в саду добра и зла / Midnight in the Garden of Good and Evil — Сонни Сейлер
- 1999 — Feeling Sexy — продавец журналов (в титрах не указан)
- 2000 — Волшебный пудинг / The Magic Pudding — Банкл (озвучка)
- 2001 — Мальчик из племени Йолнгу / Yolngu Boy — полицейский
- 2001 — Соблазн / Original Sin — Алан Джордан
- 2002 — Звёздные войны. Эпизод II: Атака клонов / Star Wars: Episode II — Attack of the Clones — Клигг Ларс
- 2004 — Убить президента. Покушение на Ричарда Никсона / The Assassination of Richard Nixon — Джек Джонс
- 2004 — Устричный фермер / Oyster Farmer — Скиппи
- 2005 — Леший / Man-Thing — Фредерик Шист
- 2005 — Вскармливание / Feed — Ричард
- 2006 — Tryst Cosmos — рассказчик
- 2006 — Хороший немец / The Good German — конгрессмен Бреймер
- 2007 — The Manual — профессор Грей
- 2007 — Декабрьские мальчики / December Boys — Бенди МакЭш
- 2008 — Десять пустых / Ten Empty — Бобби Томпсон
- 2008 — Любовь вне правил / Leatherheads — Харви
- 2008 — Австралия / Australia — Киплинг Флинн
- 2009 — Последний танцор Мао / Mao’s Last Dancer — судья Вудро Силс
- 2010 — Не бойся темноты / Don’t Be Afraid of the Dark — Хэррис
- 2011 — Приключения Оаки в Аутбэке / Oakie’s Outback Adventures — Орфей
- 2011 — The Telegram Man — Билл Уильямс
- 2007 — The Forgotten Men — трактирщик
- 2013 — Жизненный опыт / Around the Block — мистер О’Доннелл
- 2013 — Таинственный путь / 	Mystery Road — Чарли Мюррей
- 2013 — Ослепляющий / Blinder — Тренер Чанг
- 2013 — Великий Гэтсби / The Great Gatsby — доктор Вальтер Перкинс, Генри Ц. Гатз
- 2016 — Blue World Order — Харрис
- 2016 — Свет в океане / The Light Between Oceans — Ральф Эддикотт
- 2017 — Не рассказывай / Don’t Tell — Боб Майерс
- 2018 — Горячие каникулы / Swinging Safari — Мэр
- 2020 — Дикие земли / High Ground — Моран
- 2020 — Никогда не поздно / Never Too Late — Ангус Уилсон
- 2024 — Мой любимый двортерьер / Runt — Эрл Роберт-Баррен

## Награды
- 1975 — премия Австралийского киноинститута «Лучший актёр» за фильмы Воскресенье слишком далеко и Петерсен.
- 1980 — премия Австралийского киноинститута «Лучший актёр» за фильм Объездчик Морант.
- 1980 — премия Каннского кинофестиваля «Лучший актёр второго плана» за фильм Объездчик Морант.
- 1986 — назначен членом Ордена Австралии за вклад в развитие австралийского киноискусства[6].
- 1994 — премия Австралийского киноинститута: премия Реймонда Лонгфорда.
- 1998 — премия круга кинокритиков Австралии: Специальная награда за достижения.
- 2005 — премия Inside Film: Живая легенда IF.
- 2011 — Австралийский кинофестиваль: Введён в «Аллею славы» Австралийского кино.

Томпсон также является послом доброй воли УВКБ.

## Дискография
- Jack Thompson: The Bush Poems of A.B. (Banjo) Paterson (2008)
- Jack Thompson: The Campfire Yarns of Henry Lawson (2009)
- Jack Thompson: The Sentimental Bloke, The Poems of C.J. Dennis (2009)
- Jack Thompson: The Battlefield Poems of A.B (Banjo) Paterson (2010)
- Jack Thompson: Favourite Australian Poems (2010)
- Jack Thompson: The Poems of Henry Lawson (2011)
- Jack Thompson: Live at the Gearin Hotel (DVD & CD) (2011)
- Jack Thompson: The Poems of Lewis Carroll (2011)
- Jack Thompson: Live at the Lighthouse CD (2011)